# Iaroșivka, Romnî
Iaroșivka (în ucraineană Ярошівка) este o comună în raionul Romnî, regiunea Sumî, Ucraina, formată numai din satul de reședință.

## Demografie
Componența lingvistică a comunei Iaroșivka
     Ucraineană (97,14%)
     Rusă (2,35%)
     Alte limbi (0,51%)
Conform recensământului din 2001, majoritatea populației comunei Iaroșivka era vorbitoare de ucraineană (97,14%), existând în minoritate și vorbitori de rusă (2,35%).